# انریکه نیکانور
انریکه نیکانور (به اسپانیایی: Enrique Nicanor‎؛ ۵ دسامبر ۱۹۴۴ – ۸ ژوئیهٔ ۲۰۲۵) کارگردان فیلم، تهیه‌کننده فیلم و نویسندهٔ اهل اسپانیا بود. وی از سال ۱۹۶۰ میلادی تا پایان عمر، مشغول فعالیت‌های هنری بود.
از جمله فیلم‌ها یا مجموعه‌های تلویزیونی که وی در آن‌ها نقش داشته است، می‌توان به «راه خروج از هزارتو» اشاره کرد.